# Luís Teles da Silva Caminha e Meneses

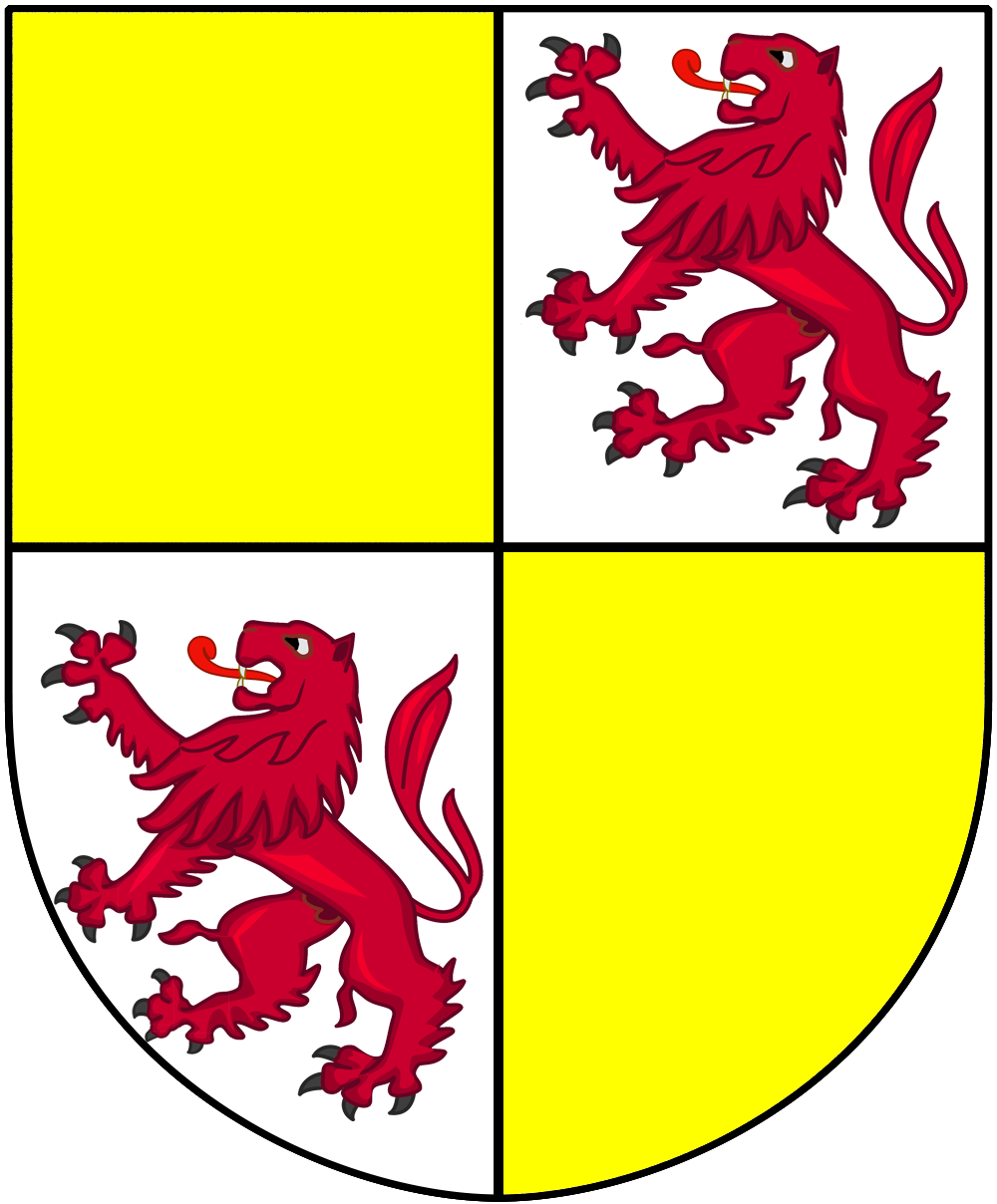
Escudo del marqués de Alegrete

Luís Teles da Silva Caminha e Meneses (27 de abril de 1775 –† 21 de enero de 1828), fue el quinto y último marqués de Alegrete y octavo conde de Tarouca. Hijo del tercer marqués de Penalva y nieto de cuarto marqués de Alegrete.
Fue teniente general del ejército. Acompaña, en 1807, a la familia real de Portugal a Brasil.
En 1811, fue nombrado gobernador de la provincia de São Paulo siendo más tarde trasladado a la gobernación de Río Grande do Sul. En 1814 mandó hacer un nuevo censo y fomentó el desarrollo de la población de Aparecidos que pasó a denominarse Alegrete.
Tras la toma de Montevideo, Artigas llegó a atacar la frontera; el peso de la guerra cayó luego en el noble, que, entregando el mando del ejército de la provincia al general Curado, ganó a pesar de todo. Consiguió derrotar al propio Artigas en la batalla del Catalán,  el 4 de enero de 1817, que marcó el fin del conflicto. El marqués volvió entonces triunfante hacia la capital.
En 1818 fue nombrado Consejero de Guerra, y después acompañó al rey Juan VI de Portugal de vuelta a Portugal cuando se proclamó el 30 de abril de 1826 la Carta Constitucional.
Se casó, el 10 de febrero de 1793, con Francisca de Noronha, hija de los marqueses de Angeja; luego su esposa murió y queda viudo. Se casó nuevamente en Río de Janeiro  el 1 de octubre de 1800 con Daisy de Almeida, hija de los marqueses de Lavradio.